# Урведь

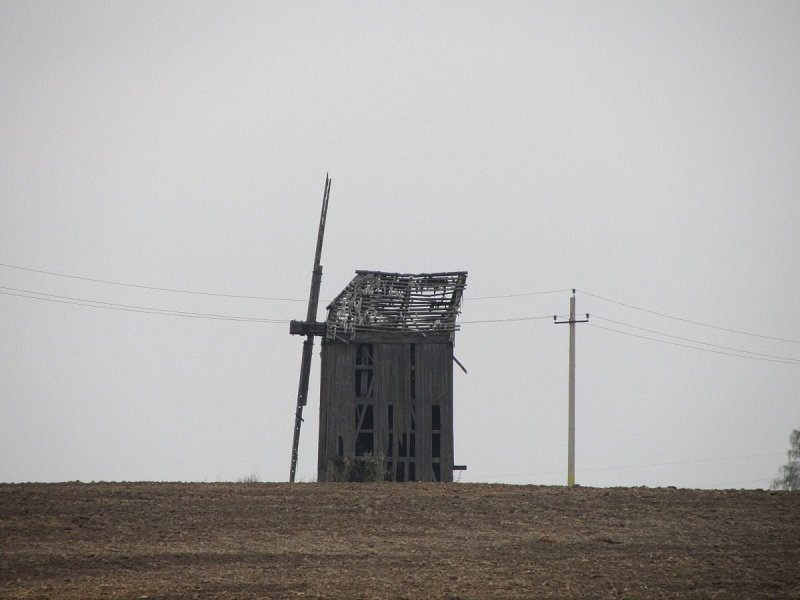
Деревянная ветряная мельница

Урведь (бел. Урведзь) — деревня в Клецком районе Минской области Белоруссии, в составе Морочского сельсовета. Население 82 человека (2009).

## География
Урведь находится в 7 км к северо-западу от центра сельсовета, агрогородка Морочь и в 18 км к юго-востоку от райцентра, города Клецк. Деревня стоит на границе с Копыльским районом. C юго-запада к Урведи почти примыкает деревня Комлевщина. В 3 км к северу проходит шоссе Р43, к нему из Урведи ведёт местная дорога. Прочие местные дороги ведут в Заостровечье, Морочь и окрестные деревни.

## Население

### Численность
- 2009 год — 82 человек

### Динамика
- 2009 год — 82 человек (перепись населения)

## Достопримечательности
- Деревянная ветряная мельница. Построена в 1920-е годы, когда деревня входила в состав межвоенной Польши